# Đơn vị kế toán
 Đơn vị kế toán còn được gọi là tổ chức kế toán; là nơi diễn ra các hoạt động kiểm soát tài sản và tiến hành các công việc, các nghiệp vụ sản xuất, kinh doanh. Các đơn vị này là nơi cần phải thực hiện việc ghi chép, thu nhận, xử lý, cung cấp thông tin, tổng hợp và lập báo cáo cho doanh nghiệp, tổ chức.
Đơn vị kế toán có thể là các loại hình doanh nghiệp, cũng có thể là các đơn vị hành chính sự nghiệp, cơ quan của chính quyền, chính phủ...

## Phân loại đơn vị kế toán
Đơn vị kế toán được phân chia thành hai loại chủ yếu:
- Đơn vị kế toán cấp cơ sở: có thể là các cửa hàng, chi nhánh, các đơn vị phòng ban... cho đến các đơn vị lớn hơn một chút như các công ty, các cơ quan thuộc chính quyền cơ sở.
- Đơn vị kế toán cấp chủ quản: phụ trách chung, cao nhất và có tính chất quản lý nhà nước trong ngành đó. Khái niệm này thường chỉ dùng cho khu vực chính quyền.
- Đơn vị kế toán trung gian: có thể có, nếu bộ máy cồng kềnh.